# 湯姆·阿爾德里奇
湯瑪斯·歐內斯特·阿爾德里奇（英語：Thomas Ernest Aldredge；1928年2月28日—2011年7月22日）是一名美國電視劇、電影和舞台劇演員，他著名的角色是《人在江湖》的Hugh De Angelis。他也在電視劇《法網裂痕》中飾演Uncle Pete，以及在《Ryan's Hope》中演出。他憑《亨利·溫克勒遇見威廉·莎士比亞》（1978年）中飾演的角色莎士比亞而贏得一項日間艾美獎。他最後的角色是在HBO電視劇《酒私風雲》中飾演努基·湯普森（史提夫·布斯美 飾演）的父親。

## 家庭
他在1953年與舞台劇兼電影服裝設計師西奧尼·V·阿爾德里奇結婚，直至她在2011年1月21日去世為止。

## 逝世
阿爾德里奇於2011年7月22日在佛羅里達州坦帕的一間臨終安養院內因淋巴瘤而去世，享年83歲。

## 外部連結
- 在Find a Grave上的湯姆·阿爾德里奇
- 湯姆·阿爾德里奇在互联网电影资料库（IMDb）上的資料（英文）
- 互聯網百老匯資料庫（IBDB）上湯姆·阿爾德里奇的資料（英文）
- Tom Aldredge （页面存档备份，存于） at Internet Off-Broadway Database
- 在AllMovie上湯姆·阿爾德里奇的頁面（英文）